# André Guénier
André Guénier (1895-1987) est un haut fonctionnaire français. Proche de Pierre Laval, il fut notamment actif sous le régime de Vichy.

## Biographie
André Guénier naît le 24 août 1895 à Bondy,
Il est l'assistant personnel de Pierre Laval durant la Seconde Guerre mondiale,,,,.
Il avait été très proche de Laval depuis la conquête par ce dernier de la mairie d'Aubervilliers, en 1923 et sera le représentant permanent de l'homme politique à Aubervilliers.
Il fut par ailleurs préfet hors cadre et conseiller-maître à la Cour des comptes.
Il meurt le 16 janvier 1987 aux Pavillons-sous-Bois.